# Този, Пьеро
Пье́ро То́зи (итал. Piero Tosi; 10 апреля 1927, Сесто-Фьорентино, Италия — 10 августа 2019, Рим, Италия) — итальянский художник по костюмам кино и театра, лауреат премий «BAFTA», «Давид ди Донателло» за лучший костюм, «Серебряная лента», «Оскар» за выдающиеся заслуги в кинематографе (2014).

## Биография
Пьеро Този родился 10 апреля 1927 года в Италии в коммуне Сесто-Фьорентино, регион Тоскана, провинция Флоренция. Его детство пришлось на военные годы, семья жила очень бедно и часто голодала. С детства Този полюбил рисовать и, оказавшись после войны во Флоренции, зарисовывал лица и платья оперных примадонн, которых видел на обложках журналов и афишах театров.
Пьеро Този поступил учиться рисовать в художественную школу Liceo Artistico, после окончания которой окончил Флорентийскую Академию искусств.
Пьеро Този много работал над созданием исторических костюмов для кинематографа, стараясь воссоздавать костюмы ушедших эпох максимально достоверно и аутентично: использовал настоящие старинные ткани и отделку того времени, делал настоящий крой той поры и пошив по образцам из модных журналов ушедших эпох, уделял большое внимание подлинности в мельчайших деталях. Для работы над историческим костюмом Този много времени проводил в музеях и библиотеках: например, перед съёмками фильма «Людвиг» он специально ездил в Вену, где собирал материал для фильма.
Основой карьеры Пьеро Този стало многолетнее сотрудничество с великим итальянским режиссёром Лукино Висконти. В 1952 году Висконти пригласил Този для создания костюмов фильма «Самая красивая». Следующим фильмом Висконти, в котором работал Този, стал в 1954 году фильм «Чувство», действие которого разворачивается во времена Рисорджименто. В этом фильме Този работал вместе с опытным французским художником по костюмам Марселем Эскофье, отвечавшим за костюмы главных героев. Този в этом фильме проектировал костюмы для второстепенных персонажей: солдат, крестьян. В 1963 году Висконти снимает фильм «Леопард», действие которого снова происходит в то же время, что и в фильме «Чувство». В «Леопарде» режиссёр поручил Пьеро Този отвечать за все костюмы актёров — от главных до второстепенных. Для многих фильмов исторические материалы или костюмы были предоставлены фирмой Тирелли — например, для фильма Висконти «Смерть в Венеции» (1971). Кроме этого, Пьеро Този также создал костюмы для следующих фильмов Висконти: «Белые ночи» (1959), «Рокко и его братья» (1960), «Посторонний» (1967), «Гибель богов» (1969), «Людвиг» (1972), «Невинный» (1976). Фильм «Невинный» — экранизация одноимённого романа Габриеле Д’Аннунцио — стал последней совместной работой Пьеро Този и Лукино Висконти, потому что вскоре после съёмок этого фильма Висконти умер 17 марта 1976 года.
В 1968 году Пьеро Този был художником-постановщиком в фильме «Три шага в бреду» Федерико Феллини. В 1969 году заметной работой Пьеро Този стали костюмы в фильме Пьера Паоло Пазолини «Медея». Пьеро Този много сотрудничал с режиссёром Мауро Болоньини. Одной из лучших работ Този у Болоньини стали костюмы в фильме «Подлинная история дамы с камелиями» в 1981 году.
Режиссёр Франко Дзеффирелли, с которым они дружили много лет, приглашал Пьеро Този для создания костюмов в таких своих фильмах, как, например, «Травиата» (1982, фильм-опера), «Воробей» («История черноголовки») (1993).
Пьеро Този создавал костюмы для театра: в частности, для оперных театральных спектаклей с участием Марии Каллас.
Преподавал в Экспериментальном киноцентре, а также передавал свой опыт коллегам: так, например, художники по костюмам Милена Канонеро и Габриэлла Пескуччи, считающиеся его ученицами, неоднократно получали премию «Оскар» за свои костюмы.
За своё творчество Пьеро Този неоднократно получал престижные награды разных стран: 2 раза был удостоен награды Британской киноакадемии — Премии BAFTA за лучший дизайн костюмов: в 1971 году за фильм Висконти «Смерть в Венеции» и в 1983 году за фильм-оперу Дзеффирелли «Травиата»; 3 раза был удостоен награды «Давид ди Донателло» за лучший костюм; 8 раз — премии «Серебряная лента».
Пьеро Този 5 раз был номинирован на премию «Оскар» в категории лучший костюм с фильмами «Леопард», «Смерть в Венеции», «Людвиг», «Клетка для чудаков», «Травиата».
В 2014 году Пьеро Този вручена Премия «Оскар» за выдающиеся заслуги в кинематографе.
С конца сентября 2014 года по начало января 2015 года во флорентийской галерее костюма проходила выставка костюмов Пьеро Този «Omaggio al Maestro Piero Tosi» («В знак признательности к Мастеру Пьеро Този»).

## Избранная фильмография
Художник по костюмам
- 1952 — Самая красивая / Bellissima, реж. Л. Висконти
- 1954 — Чувство / Senso, реж. Л. Висконти
- 1954 — Искусство устраиваться / L’arte di arrangiarsi, реж. А. Сорди
- 1956 — Сестра Летиция / Suor Letizia
- 1957 — Белые ночи / Le notti bianche, реж. Л. Висконти
- 1957 — Отдых в Искья / Vacanze a Ischia
- 1957 — Мариза-кокетка / Marisa la civetta, реж. М. Болоньини
- 1958 — Молодые мужья / Giovani mariti, реж. М. Болоньини
- 1958 — / Policarpo, ufficiale di scrittura, реж. Марио Сольдати
- 1959 — Вертись сам! / Arrangiatevi! , реж. М. Болоньини
- 1960 — Рокко и его братья / Rocco e i suoi fratelli, реж. Л. Висконти
- 1960 — Красавчик Антонио / Il bell’Antonio, реж. М. Болоньини
- 1960 — Любовь в Риме / Un amore a Roma, реж. Д. Ризи
- 1961 — Бездорожье / Ля Вьячча / La viaccia, реж. М. Болоньини
- 1961 — Верхом на тигре / A cavallo della tigre, реж. Л. Коменчини
- 1962 — Дряхлость / Senilità , реж. М. Болоньини
- 1963 — Леопард / Il gattopardo, реж. Л. Висконти
- 1963 — Вчера, сегодня, завтра / Ieri, oggi, domani, реж. В. де Сика
- 1963 — Товарищи / I compagni, реж. Марио Моничелли
- 1964 — Посетитель / La visita
- 1966 — В погоне за «Лисом» / Caccia alla volpe, реж. В. де Сика
- 1967 — Посторонний / Lo straniero, реж. Л. Висконти
- 1967 — Ведьмы / Le streghe
- 1967 — Бесподобный / Matchless
- 1967 — Арабелла / Arabella, реж. М. Болоньини
- 1967 — Привидения по-итальянски / Questi fantasmi, реж. Р. Кастеллани
- 1968 — Три шага в бреду / Histoires extraordinaires, реж. Ф. Феллини
- 1969 — Meдея / Medea, реж. П. Пазолини
- 1969 — Гибель богов / La caduta degli dei, реж. Л. Висконти
- 1971 — Смерть в Венеции / Morte a Venezia, реж. Л. Висконти
- 1972 — Людвиг / Ludwig, реж. Л. Висконти
- 1972 — Бубу / Bubù , реж. М. Болоньини
- 1973 — Ночной портье / Il portiere di notte, реж. Л. Кавани
- 1973 — Коварство / Malizia, реж. С. Сальваторе
- 1973 — Хотим полковников / Vogliamo i colonnelli
- 1975 — По невинным ступеням / Per le antiche scale, реж. М. Болоньини
- 1975 — Либера, любовь моя / Libera, amore mio, реж. М. Болоньини
- 1976 — Невинный / L’innocente, реж. Л. Висконти
- 1977 — По ту сторону добра и зла / Al di là del bene e del male, реж. Л. Кавани
- 1979 — Мнимый больной / Il malato immaginario
- 1981 — Подлинная история дамы с камелиями / La storia vera della signora dalle camelie, реж. М. Болоньини
- 1981 — Кожа / La pelle, реж. Л. Кавани
- 1982 — Травиата / La traviata, реж. Ф. Дзеффирелли
- 1982 — По ту сторону двери / Oltre la porta, реж. Л. Кавани
- 1985 — Клетка для чудаков / La cage aux folles 3 — 'Elles' se marient
- 1990 — Невеста насилия (Крёстная мать 2) / Vendetta: Secrets of a Mafia Bride (ТВ), реж. Стюарт Марголин
- 1993 — Воробей (История черноголовки) / Sparrow / Storia di una capinera, реж. Ф. Дзеффирелли
- 1993 — Экстаз / Estasi
- 2004 — Ключи от дома / Le Chiavi di casa, реж. Джанни Амелио
- 2009 — Дань уважения Риму (короткометражный) / Omaggio a Roma, реж. Ф. Дзеффирелли

Всего в фильмографии Пьеро Този насчитывается свыше 60 фильмов.

## Театр
Художник по костюмам
(неполный перечень)

### Опера
- 1955 — «Сомнамбула» Винченцо Беллини, постановка Лукино Висконти, театр «Ла Скала» (Милан), дирижёр Леонард Бернстайн, в главных партиях Мария Каллас, Чезаре Валлетти
- 1958 — «Макбет» Джузеппе Верди, постановка Лукино Висконти, Фестиваль де Deux Mondes в Сполето, дирижёр Томас Schippers, в главных партиях Уильям Чепмен, Cannine Torre

### Драма
- 1952 — «Трактирщица» Карло Гольдони, постановка Лукино Висконти, театр «Ла Фениче» (Венеция), в главных ролях Марчелло Мастроянни, Паоло Стоппа

## Награды, номинации

### Награды
2 премии BAFTA
- 1971 — «Смерть в Венеции»
- 1983 — «Травиата»

3 премии «Давид ди Донателло» за лучший костюм
- 1981 — «Подлинная история дамы с камелиями»
- 1994 — «Воробей» («История черноголовки»)
- 2006 — David del Cinquantenario

8 премий «Серебряная лента»
- 1960 — Policarpo, ufficiale di scrittura
- 1962 — «Ла Вьячча»
- 1963 — «Дряхлость»
- 1964 — «Леопард»
- 1972 — «Смерть в Венеции»
- 1974 — «Коварство»
- 1984 — «Травиата»
- 1995 — «Воробей» («История черноголовки»)

Другие награды
- 2000 — Премия Globo d’oro (за достижения в карьере)
- 2013 — Почётная Премия «Оскар» за выдающиеся заслуги в кинематографе

### Номинации
5 номинаций на «Оскар»
- 1964 — «Леопард»
- 1972 — «Смерть в Венеции»
- 1974 — «Людвиг»
- 1980 — «Клетка для чудаков»
- 1983 — «Травиата»